# Gunnar Heiberg
Gunnar Edvard Rode Heiberg (Kristiania, 18 de noviembre de 1857-ibídem, 22 de febrero de 1929) fue un poeta, dramaturgo, periodista y crítico literario noruego.

## Biografía

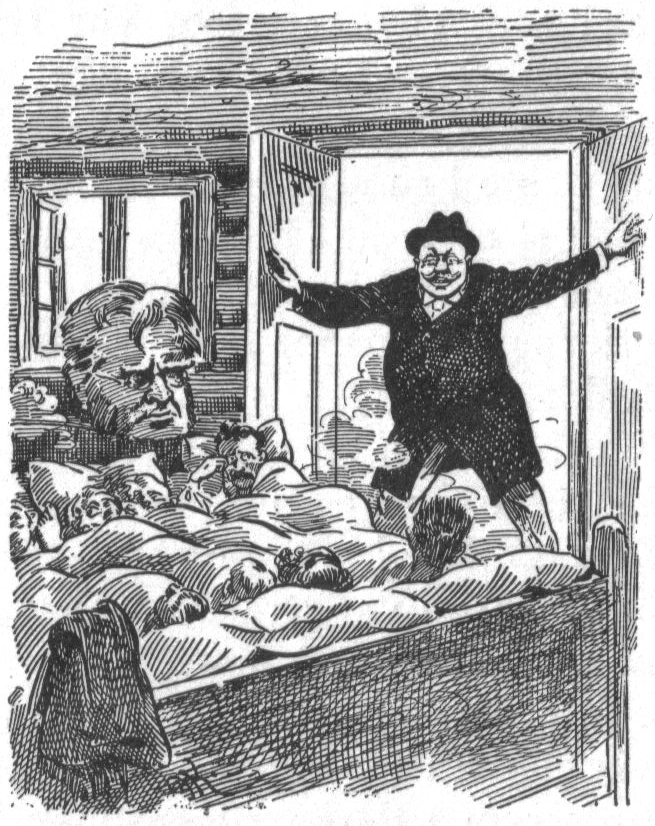
Gunnar Heiberg, en la puerta, y Bjørnstjerne Bjørnson, en la ventana, retratados por el caricaturista Olaf Krohn en 1890.

Heiberg nació en Kristiania (actual Oslo), hijo de Edvard Omsen Heiberg (1829-1884), de profesión juez, y de su esposa Minna (Vilhelmine) Rode (8 de junio de 1836-1917). Era hermano de Jacob, Anton y Inge Heiberg, así como tío de Hans Heiberg, primo hermano de Eivind Heiberg, Gustav Adolf Lammers Heiberg, Helge Rode y Kristofer Hansteen, primo segundo de Bernt, Axel y Edvard Heiberg y primo lejano de Jean Heiberg.
Estuvo casado en primeras nupcias con la actriz Didrikke Tollefsen (1863-1915), a la que conoció en Bergen, entre el 1 de abril de 1885 y 1896. El 15 de abril de 1911 contrajo matrimonio por segunda vez con Birgit Friis Stoltz Blehr (1880-1933). A través de la hermana de su mujer, era cuñado del también crítico literario Sigurd Bødtker.

## Trayectoria
Heiberg terminó sus estudios secundarios en 1874, y se matriculó en la Facultad de Derecho. Tras entablar amistad con Gerhard Gran, se familiarizó con los ensayos de Charles Darwin, Georg Brandes y Johan Sverdrup. Se convirtió en un radical de la cultura e hizo su debut como poeta en 1878. En otoño de ese año pasó algún tiempo en Roma, junto a Henrik Ibsen y a Jens Peter Jacobsen. En 1877 escribió su primera obra Tante Ulrikke, publicada finalmente en 1884, pero sin llegar al teatro hasta 1901. La primera de sus obras en ser representada fue Kong Midas, en el Teatro Real de Copenhague en 1890.
De 1880 a 1882 trabajó como periodista en Dagbladet. Incursionó en el periodismo también en el diario Verdens Gang de 1896 a 1903, siendo corresponsal en París desde 1897 hasta 1901 (durante el caso Dreyfus, entre otros). También fue crítico teatral. De 1884 a 1888, fue el director artístico del teatro Den Nationale Scene en Bergen. Renunció cuando el director del teatro y el comité se rehusaron a representar la obra de Bjørnstjerne Bjørnson, Kongen. Sus obras más conocidas son Balkonen (El balcón, 1894) y Kjærlighedens Tragedie (La tragedia del amor, 1904).
Sus obras apuntan gradualmente hacia un simbolismo decadente en el resto de Europa Occidental. El rey Midas ataca el fanatismo moralista y autoritario y defiende el derecho al libre albedrío, a seguir la vida según los gustos personales de cada uno. Algunos críticos contemporáneos de Noruega quisieron arremeter contra el líder por antonomasia del campo literario en el país: Bjørnstjerne Bjørnson. Precisamente él sería el rey Midas en el libro de Heiberg.

### Sentimientos anti-suecos
Heiberg siempre mantuvo una postura de hostilidad hacia el rey Oscar II durante la unión entre Suecia y Noruega. En 1896 escribió el libro Hs. Majestæt, publicado originalmente en fascículos en el Verdens Gang. El libro fue muy crítico con la figura de Oscar II, remontándonse a una noticia según la cual el rey, cuando se encontraba de procesión en Støren, le quitó el sombrero a un granjero de un solo golpe. Cuando el libro llegó a la imprenta, la editorial Olaf Norlis Forlag no escatimó en poner el nombre de Heiberg en la cubierta. No mucho tiempo después, la editorial recibió amenazas legales. Casi todas las 1100 copias fueron censuradas y destruidas.
En 1905 Heiberg se erigió en defensa de la disolución de la unión entre Noruega y Suecia. Durante el estreno de su obra Kjærlighedens Tragedie ese mismo año, Heiberg realizó un discurso en contra de la unión, afirmando que la continuidad pacífica entre Suecia y Noruega, dadas las circunstancias, era imposible. Heiberg defendía que la única solución posible y aceptable era la libertad e independencia del Estado Noruego, sin ningún otro compromiso. Entre los asistentes al discurso estaba el exministro liberal (Venstre) de Defensa Georg Stang (1900-1902), a quien Heiberg tenía en alta estima por su trabajo en la construcción de varios fuertes de defensa en la frontera sueco-noruega. Tras su discurso, Heiberg caminó a través de la sala hacia donde el coronel Stang estaba sentado, brindó con él, puso su brazo alrededor de su cuello y exclamó: «Te quiero». La disolución tuvo lugar, pero Heiberg también se opuso al Tratado de Karlstad, cuyas condiciones consideraba «denigrantes». Uno de los principales puntos de contención de Heiberg en el Tratado de Karlstad era la aceptación por parte de Noruega de desmantelar los fuertes fronterizos, por lo que llegó a escribir en Dagbladet, el 13 de diciembre de 1905, que «una guerra honorable es menos fría y repugnante que una paz deshonrosa». Asimismo, como republicano, no quería una nueva monarquía en el poder; esto definitivamente ocurrió tras celebrarse el plebiscito noruego de monarquía en 1905. En 1923 se publicó una colección de discursos sobre estos temas bajo el título de 1905. En 1912 Heiberg atacó a Christian Michelsen, un republicano que trabajaba para disolver la unión pero que sin embargo defendía la continuidad de la monarquía. Véase la obra Jeg vil værge mit land. (Yo defenderé/quiero defender (a) mi país).
En 1923 recibió financiación del Estado por su trabajo como escritor. Falleció en noviembre de 1929 en Oslo, y sus restos descansan en el Vestre gravlund.

## Obra

### Drama
- Tante Ulrikke, comedia de 1883 interpretada en 1884.[9]
- Escena nocturna, 1890.
- El rey Midas, traducción de Kong Midas, 1890.
- Artistas, 1893.
- El jardín de Gort, comedia 1894.
- El Balcón, traducción de Balkonen, comedia 1894.
- El mayor Kot, 1895.
- El consejo del pueblo, 1897.
- El amor por lo cercano, 1902.
- La tragedia del amor, Kjaerlighedens tragedie, 1904.
- Yo quiero defender a mi país o Yo quiero defender a mi patria, 1912.
- El lecho del desfile, 1913.

### Ensayo
- Carta de París, 1900.[9]
- Visto y entendido, 1917.
- Ibsen y Bjørnson sobre el escenario, 1918.